# 罗什福尔昂泰尔
罗什福尔昂泰尔（法語：Rochefort-en-Terre，法語：[ʁɔʃfɔʁ ɑ̃ tɛʁ] ⓘ）是法国莫尔比昂省的一个市镇，位于该省东部偏南，属于瓦讷区。

## 地理
罗什福尔昂泰尔（47°41'58"N, 2°20'12"W）面积1.22 平方千米，位于法国布列塔尼大區莫尔比昂省，该省份为法国西北部沿海省份，位于布列塔尼半岛南部，北起阿摩尔滨海省、西接菲尼斯泰尔省，南濒大西洋，东南接大西洋卢瓦尔省，东临伊勒-维莱讷省。
与罗什福尔昂泰尔接壤的市镇（或旧市镇、城区）包括：普吕埃尔兰、马朗萨克。

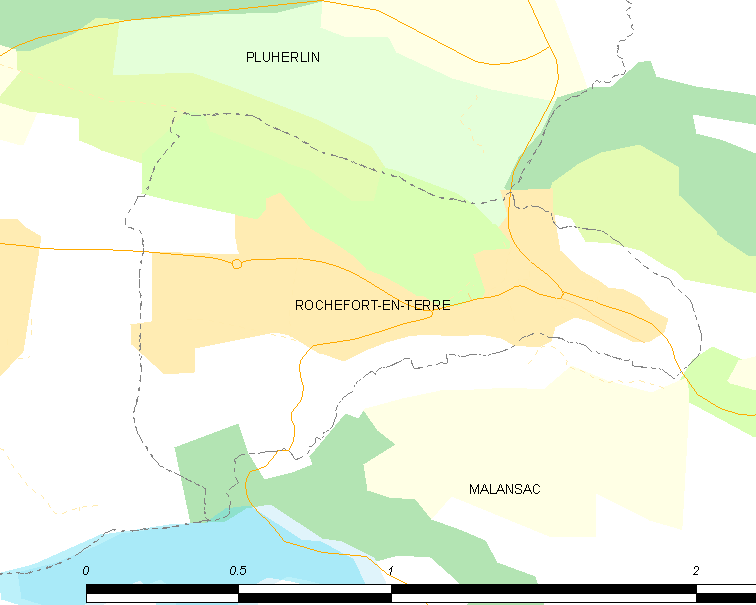
罗什福尔昂泰尔的OSM定位图

罗什福尔昂泰尔的时区为UTC+01:00、UTC+02:00（夏令时）。

## 行政
罗什福尔昂泰尔的邮政编码为56220，INSEE市镇编码为56196。

## 政治
罗什福尔昂泰尔所属的省级选区为凯斯唐贝尔县。

## 人口

1962-2008年间罗什福尔昂泰尔人口变化图示

罗什福尔昂泰尔于2022年1月1日时的人口数量为636人。